# RuPaul’s Secret Celebrity Drag Race
RuPaul’s Secret Celebrity Drag Race ist ein Ableger der US-amerikanischen Reality-Show RuPaul’s Drag Race von und mit der Dragqueen RuPaul, in dem Prominente mit der Unterstützung früherer Drag Race-Teilnehmerinnen antreten, um Geld für einen Hilfsverein zu erspielen.

## Hintergrund
RuPaul kündigte zuerst im Oktober 2019 einen Ableger mit Prominenten namens RuPaul’s Celebrity Drag Race an. Mit der Veröffentlichung eines Trailers am 10. April 2020 wurde die Umbenennung in RuPaul’s Secret Celebrity Drag Race und der Ausstrahlungsbeginn zwei Wochen später am 24. April bekannt. Die vier Episoden erschienen direkt im Anschluss an Folgen der zwölften Staffel der regulären Drag Race-Show. Die zweite Staffel begann am 12. August 2022.

## Staffel 1

### Format
In Secret Celebrity Drag Race sind die Kandidaten Prominente, deren Identität erst zu Beginn der Folgen enthüllt wird. Sie werden unterstützt von früheren Drag Race-Teilnehmerinnen, also professionellen Dragqueens, als ihren Mentorinnen. In der ersten Staffel traten pro Folge jeweils verschiedene drei Prominente an; als Mentorinnen fungierten insgesamt zehn Dragqueens, was heißt, dass zwei jeweils zweimal dabei waren.
Die Promis durchlaufen in einer Folge die Verwandlung in eine Dragpersona entlang der typischen Elemente einer Drag Race-Folge: Nach einer Mini-Challenge in Quick Drag darf der Gewinner, die Gewinnerin den Kandidaten jeweils eine Mentorin zuordnen. In vollständigem Drag-Look (aus Make-up und Outfit) und mit einem neuen Dragnamen absolvieren sie dann eine Maxi-Challenge und präsentieren sich auf dem Runway. Zwischen dem Runway und dem Lipsync halten sie sich im Workroom auf, wo sie Überraschungsbesuch von Freunden, Verwandten oder ihren Partnern erhalten oder mit entsprechenden Personen per Videoübertragung kommunizieren. Schließlich treten sie im Lipsync-Triell an, nach dem RuPaul einen Gewinner ernennt. Der Gewinner erhält 30.000 $, die anderen beiden jeweils 10.000 $ als Spende für einen Hilfsverein ihrer Wahl, die zuvor in der Episode vorgestellt wurden. Bei einem Triple-Gewinn wurde das Preisgeld auf jeweils 20.000 $ geteilt.

### Mentorinnen
| Dragqueen            | DragRace-Staffel(n) Anm  | Folge(n) |
| -------------------- | ------------------------ | -------- |
| Alyssa Edwards       | Staffel 5 / All Stars 2  | 2, 4     |
| Asia O’Hara          | Staffel 10               | 2        |
| Bob the Drag Queen   | Staffel 8                | 1, 3     |
| Kim Chi              | Staffel 8                | 3        |
| Monét X Change       | Staffel 10 / All Stars 4 | 1        |
| Monique Hart         | Staffel 10 / All Stars 4 | 4        |
| Nina West            | Staffel 11               | 3        |
| Trinity The Tuck     | Staffel 9 / All Stars 4  | 2        |
| Trixie Mattel        | Staffel 7 / All Stars 3  | 1        |
| Vanessa Vanjie Mateo | Staffel 10 / Staffel 11  | 4        |

### Folgen
Die Gewinner der Episoden sind jeweils durch Fettdruck ihres Namens angezeigt.
| Mentorin           | Promi           | bekannt als            | Dragname         | Challenge-Charakter | Charity                | Gewinn in $ |
| ------------------ | --------------- | ---------------------- | ---------------- | ------------------- | ---------------------- | ----------- |
| Trixie Mattel      | Jordan Connor   | Schauspieler           | Babykins LaRoux  | Chrissy Teigen      | Cystic Fibrosis Canada | 30.000      |
| Bob the Drag Queen | Jermaine Fowler | Comedian, Schauspieler | Miss Mimi Teapot | Kevina Hart 1       | RAINN                  | 10.000      |
| Monét X Change     | Nico Tortorella | Schauspieler, Model    | Olivette Isyou   | Lucille Ball        | Transgender Law Center | 10.000      |

Lipsync: Express Yourself von Madonna
| Mentorin         | Promi            | bekannt als                       | Dragname              | Challenge-C. | Charity                               | Gewinn in $ |
| ---------------- | ---------------- | --------------------------------- | --------------------- | ------------ | ------------------------------------- | ----------- |
| Asia O’Hara      | Vanessa Williams | Schauspielerin, Sängerin          | Vanquesha DaHouse     | Dolly Parton | The Trevor Project                    | 30.000      |
| Trinity The Tuck | Loni Love        | Comedian, Schauspielerin          | Mary J. Ross          | Lily Tomlin  | Dress for Success                     | 10.000      |
| Alyssa Edwards   | Tami Roman       | TV-Persönlichkeit, Schauspielerin | Miss Shenita Cocktail | Jane Fonda   | St. Jude Children’s Research Hospital | 10.000      |

Lipsync: You Make Me Feel (Mighty Real) von Sylvester
| Mentorin           | Promi           | bekannt als          | Dragname            | Charity                  | Gewinn in $ |
| ------------------ | --------------- | -------------------- | ------------------- | ------------------------ | ----------- |
| Bob the Drag Queen | Alex Newell     | Sänger, Schauspieler | Madam That Bitch    | Hetrick-Martin Institute | 20.000      |
| Nina West          | Dustin Milligan | Schauspieler         | Rachel McAdamsApple | Project HEAL             | 20.000      |
| Kim Chi            | Matt Iseman     | Stand-up Comedian    | Bette Bordeaux      | Arthritis Foundation     | 20.000      |

Lipsync: It’s All Coming Back To Me Now von Celine Dion
| Mentorin             | Promi           | bekannt als              | Dragname         | Charity            | Gewinn in $ |
| -------------------- | --------------- | ------------------------ | ---------------- | ------------------ | ----------- |
| Vanessa Vanjie Mateo | Hayley Kiyoko   | Schauspielerin, Sängerin | Queen Eleza Beth | Planned Parenthood | 30.000      |
| Monique Heart        | Madison Beer    | Sängerin                 | Coral Fixation   | The Trevor Project | 10.000      |
| Alyssa Edwards       | Phoebe Robinson | Stand-up Comedian        | Cocotini         | Product Red        | 10.000      |

Lipsync: California Gurls von Katy Perry und Snoop Dogg

## Staffel 2

### Format
In der zweiten Staffel entspricht das Format regulären Drag Race-Staffeln dahingehend, dass zu Beginn alle Kandidatinnen teilnehmen, pro Folge eine eliminiert wird, um am Ende eine Gewinnerin zu küren. Pro Episode wird eine Lipsync-Performance-Challenge auf einer großen Bühne vor Publikum absolviert. Danach ernennt RuPaul eine Gewinnerin und zwei Kandidatinnen, die in einem Lipsync um den Verbleib antreten. Die Verlierin enthüllt am Ende der Episode ihre Identität. Als Mentorinnen unterstützen die drei Drag Queens Brooke Lynn Hytes, Jujubee und Monét X Change dauerhaft jeweils drei der neun Teilnehmerinnen. Für eine Duett-Challenge traten in einer Episode Silky Nutmeg Ganache, Eureka O’Hara, Katya, Morgan McMichaels, Gottmik und Violet Chachki hinzu. Zu Beginn der sechsten Episode wurden die übrigen Teilnehmerinnen enthüllt, die weiterhin antreten und sich von da an „out of drag“ im Workroom treffen. Im Halbfinale wurde mit dem Snatch Game zusätzlich zu den Lipsync-Performances eine weitere Challenge absolviert.

### Teilnehmer
| Mentorin          | Kandidatin          | Promi           | bekannt als                          | Platzierung | Charity                                |
| ----------------- | ------------------- | --------------- | ------------------------------------ | ----------- | -------------------------------------- |
| Jujubee           | Poppy Love          | AJ McLean       | Sänger, Mitglied der Backstreet Boys | Gewinnerin  | Trans Lifeline                         |
| Brooke Lynn Hytes | Chakra 7            | Tatyana Ali     | Schauspielerin und Sängerin          | 2./3. Platz | Hansavedas                             |
| Monét X Change    | Thirsty von Trap    | Mark Indelicato | Schauspieler und Sänger              | 2./3. Platz | Planned Parenthood                     |
| Brooke Lynn Hytes | Chic-Li-Fay         | Kevin McHale    | Schauspieler und Sänger              | 4. Platz    | Lions Camp Tatiyee                     |
| Monét X Change    | Donna Bellissima    | Daniel Franzese | Schauspieler                         | 5. Platz    | Trevor Project                         |
| Jujubee           | Millie von Sunshine | Jenna Ushkowitz | Schauspielerin und Sängerin          | 6. Platz    | Planned Parenthood                     |
| Jujubee           | Jackie Would        | Thom Filicia    | Mitglied der originalen Fab 5        | 7. Platz    | Bone Marrow & Cancer Foundation        |
| Brooke Lynn Hytes | Elektra Owl         | Taylor Dayne    | Sängerin                             | 8. Platz    | Global Green                           |
| Monét X Change    | Fabulosity          | Loretta Devine  | Schauspielerin                       | 9. Platz    | NAACP Legal Defense and Education Fund |

Chakra 7 wurde zur Miss Congeniality gewählt.